# Josep Duran i Maristany
Josep Duran i Maristany (el Masnou, Maresme, 17 de març de 1878 — Guayaquil, Equador, 19 de desembre de 1956) va ser un mariner i empresari català que va desplegar els seus diversos negocis a l'Equador.

## Biografia
Era el tercer i darrer fill del mariner masnoví Pere Duran i Ballester i de Teresa Maristany i Olivé, propietaris de vaixells.
Fa els seus estudis de nàutica a Barcelona, i obté el títol de capità el 3 de novembre de 1896. Després d'allò, va viatjar a Cuba, Uruguai i Argentina, i altres països americans, en dos velers dels seus pares, el "Soberano" i el "India", entre 1895 i 1900, en qualitat de capità.
El 1898, va lluitar en la guerra de Cuba contra els Estats Units, en el Mar Carib, i com que tots els vaixells de la marina espanyola eren atacats, Josep Duran, que es trobava prop de Cuba, va fugir amb el seu equipatge a terres més pacífiques.
És d'aquesta manera que va arribar a Guayaquil, on tenia un parent, el capità Antoni Pagès i Millet. Josep Duran va quedar impressionat pel gran comerç que existia a Guayaquil, i va decidir establir-s'hi, instal·lant un magatzem. En aquella època, tota mercaderia com la banana, cacau, arròs, fruites, cafè, es portava des de l'altra riba del riu Guayas, llavors Josep Duran va decidir comprar terrenys allà, per poder incrementar les seves vendes i augmentar el seu capital.
El 1905, hi va instal·lar una fàbrica, a la qual va anomenar "La Esperanza", que es trobava a la riba esquerra del riu Guayas, en una parròquia que posteriorment va esdevenir una ciutat anomenada Durán en el seu honor, per haver estat un dels seus fundadors. Posteriorment es va crear també un cantó anomenat Cantón Durán, del qual la ciutat Durán n'és la capital. Cap al 1906, al Govern de Eloy Alfaro, va donar terrenys allí, per a la construcció de la via fèrria del Ferrocarril Transandino, una de les més grans obres d'infraestructura nacional, llavors, d'aquesta manera, el tren travessava les seves propietats a la Regió Litoral de l'Equador.
La fàbrica “L'Esperança” va ser un veritable èxit, perquè processava tot l'arròs de la regió i després ho enviava a la Regió Interandina o Serra pel nou ferrocarril. Aquesta indústria es va tancar en 1942.
Amb el fet que es construiria el ferrocarril, Josep Duran va prendre la decisió d'instal·lar un hotel a Durán, perquè els passatgers que havien de prendre el tren que passava a primeres hores del matí, poguessin descansar a l'“Hotel Durán”.
El 1930 va fundar la companyia José Durán M. e Hijos, mitjançant la qual va fer comissions, exportacions de cacau, cafè, cotó, entre altres productes locals. L'any 1950, el nom de la companyia va canviar per Durán Hnos.
Va seguir en els negocis i el comerç fins a la seva mort, i va ser membre de la Cambra de comerç de Guayaquil. Va morir el 19 de desembre de 1956, amb setanta-vuit anys.

## Matrimoni i descendència
Amb 29 anys, el 19 de desembre de 1907, va contreure matrimoni amb Ana Wauge Guevara, de setze anys i d'origen alemany, i va formar una família de sis fills: Gerardo (1910), Alfredo (1911), Eduardo (1913), Jorge (1916), Mario (1924) i Ernesto (1927).